# Пікасілла (Виру)
Пікасілла (ест. Pikasilla) — село в Естонії, входить до складу волості Виру, повіту Вирумаа. До 2017 року входило до складу волості Ласва.